# Давидоглу, Клеанте
Клеанте Давидоглу (рум. Cleante Davidoglu; 1871, Бырлад — 1947, Бухарест) — румынский государственный деятель, военачальник, дивизионный генерал. Командующий Румынской жандармерии (1927—1928).

## Биография
Сын врача. Брат математика Антона Давидоглу.
В 1905 году получил звание капитана. Участник Первой мировой войны. В 1917 году стал полковником, назначен командиром полка № 4 «Регина Мария».
Активный участник Великого объединения Румынии в 1918 году.
7-8 ноября 1918 года три отряда румынских войск пошли в наступление в направлении Хотина. События разворачивались быстро, на местах не удавалось организовать оборону против наступления румын. Столкновения произошли возле станции Окница, с. Атаки и в некоторых других местах.
9 ноября командир 1-й кавалерийской дивизии румынских войск генерал Давидоглу захватил городок Бричаны и объявил о присоединении Хотинского уезда и всей Бессарабии к королевству Румыния. 11 ноября было объявлено об «оккупации города Хотина с целью сохранения порядка и спокойствия, и для предупреждения возможности оккупации его врагом».
В ноябре 1918 года Румыния окончательно аннексировала Бессарабию. Румынские войска заняли Хотин 13 января 1919 года, несмотря на активное сопротивление местного населения и официальный протест Украинской Народной Республики. Оккупация данного региона Румынией получила широкую поддержку со стороны Антанты, использующей Румынию как средство предотвращения распространения большевизма в юго-восточной Европе.
В январе 1919 года силы большевистской Украины начали серию вооружённых атак на реке Днестр в районе Хотина. 9-й румынской армии во главе с генералом Давидоглу удалось восстановить ситуацию к 14 февраля 1919 г. В то же время французский экспедиционный корпус генерала д’Ансельма, состоящий из трёх колониальных дивизий вместе с двумя греческими дивизиями, польскими и российскими белыми добровольцами начали наступление на юг Украины в поддержку армий, возглавляемых Петлюрой и Деникиным. Румыны оккупировали тогда город Тирасполь и ст. Раздельную.
В январе-феврале 1919 года активно участвовал в подавлении Хотинского восстания. Генерал Давидоглу и глава английской миссии в Румынии генерал Грингли осуществляли общее руководство по подавлению восстания. Военное командование частей УНР одновременно пыталось разоружать местное население. Задокументирован факт того, что румынский генерал К. Давидоглу отдал приказ расстрелять из пушек несколько сёл в Бессарабии, что спровоцировало массовый отток населения на левый берег Днестра. После упорных боёв румынские войска заставили около четырёх тысяч повстанцев отступить за Днестр. С повстанцами покинули родные места около 50 000 беженцев. Было сожжено одиннадцать сёл, в том числе: Атаки, Недобоевцы, Рукшин, Керстенцы, Ставчани. Подавляя народное восстание в Хотине, румынские войска убили около 15 000 человек, в основном — молдаван. В самом Хотине — около 500 человек.
В 1918—1920 годах он командовал 2-й Рошиорской кавалерийской бригадой.
В 1927—1928 годах дивизионный генерал Л. Давидоглу командовал Румынской жандармерией.

## Награды
- Орден Михая Храброго

## Память
- Именем генерала названо спортивное общество в Дробета-Турну-Северин.